# Каемийе
Каемийе (перс. قائمیه‎), ранее Ченаршахиджан (перс. چنارشاهیجان‎) — город на юге Ирана, в провинции Фарс. Административный центр шахрестана Кух-Ченар.

## География
Город находится в северо-западной части Фарса, в горной местности юго-восточного Загроса, на высоте 865 метров над уровнем моря.
Каемийе расположен на расстоянии приблизительно 90 километров к западу-северо-западу (WNW) от Шираза, административного центра провинции и на расстоянии 640 километров к югу от Тегерана, столицы страны.

## Население
По данным переписи, на 2006 год население составляло 23 734 человека; в национальном составе преобладают кашкайцы и персы, в конфессиональном — мусульмане-шииты.
| 1986   | 1991   | 1996   | 2006   | 2012   |
| ------ | ------ | ------ | ------ | ------ |
| 14 176 | 16 313 | 20 491 | 23 734 | 26 170 |